# Rehab (film 2011)
Rehab è un film del 2011 diretto da Rick Bieber.

## Trama
Quando un controverso psichiatra organizza un ritiro riservato a pazienti sofferenti di sindromi dissociative della personalità, il programma di riabilitazione si rivela ancora più pericoloso e inquietante delle psicosi dei partecipanti.